# Wadi Musa

Wadi Musa (arabsko وادي موسى, dobesedno 'Mojzesova dolina') je mesto, ki leži v guvernoratu Ma'an na jugu Jordanije. Je upravno središče departmaja Petra in najbližje mesto arheološkemu najdišču Petra. Tu je veliko hotelov in restavracij za turiste, od mesta pa je približno 2 kilometra oddaljeno pomembno beduinsko naselje.

## Etimologija
Wadi Musa v arabščini pomeni 'Mojzesova dolina' (وادي موسى). Govori se, da je prerok Mojzes prehodil dolino in z udarcem ob skalo priklical vodo za svoje privržence pri mestu Ain Musa ('Mojzesov vodni izvir' ali 'Mojzesov vodnjak'). Nabatejci so zgradili kanale, po katerih so vodo vodili od tega izvira do mesta Petra. Wadi Musa se je imenoval tudi 'varuh Petre'. Aronova grobnica, domnevno pokopališče biblijskega Arona, Mojzesovega brata, je na bližnji gori Hor.

## Podnebje
V Wadi Musa je polsušno podnebje. Največ dežja pade pozimi. Letno pade približno 193 mm padavin. Klimatska razvrstitev Köppen-Geiger je BSk. Povprečna letna temperatura je 15,5 ° C. 

## Demografija
Od leta 2009 je v okrožju Wadi Musa živelo 17.085, razmerje med moškimi in ženskami pa je bilo 52,1 % moških do 47,9 % žensk, kar je najbolj naseljeno naselje departmaja Petra. Po popisu leta 2004 je v departmaju Petra, ki vključuje Wadi Musa in 18 drugih vasi, živelo 23.840 prebivalcev . Gostota prebivalstva v mestu je bila 2,3 prebivalca na dunam ali 23 prebivalcev na hektar, stopnja rasti prebivalstva pa je bila 3,2 %. Dunam (osmanska turščina دونم, turško dönüm), znano tudi kot donum ali dunum in kot stari, turški ali osmanski stremma, je bila osmanska enota, enakovredna grški stremi ali angleškemu akru, ki je predstavljala znesek zemlje, ki bi jo čez dan lahko zorala ekipa volov. Pravna opredelitev je bila »štirideset standardnih korakov po dolžini in širini«, vendar se je dejanska površina od kraja do kraja precej razlikovala, od nekaj več kot 900 m2 v osmanski Palestini do približno 2500 m2 v Iraku.
Večina prebivalstva mesta pripada plemenu Lajatnah, katerega člani igrajo vodilne vloge v gospodarstvu in politiki regije in obvladujejo lokalno turistično industrijo od 20. stoletja dalje.

## Gospodarstvo
Mesto je približno 250 kilometrov oddaljeno od mesta Amana, jordanske prestolnice in 100 kilometrov severno od pristaniškega mesta Akabe. Z več kot 50 hoteli in številnimi turističnimi restavracijami je gospodarstvo skoraj v celoti povezano s turizmom.
Kampus Visoke šole za arheologijo, turizem in hotelirstvo na univerzi Al-Hussein Bin Talal je v mestu Wadi Musa.

## Galerija
- Dolina Wadi Musa
- Center za obiskovalce Petra
- Mesto
- Hiše v Wadi Musa